# Sonnenfinsternis vom 22. Juli 2028
Die totale Sonnenfinsternis vom Samstag, 22. Juli 2028 spielt sich größtenteils über dem Indischen Ozean, Australien, Neuseeland sowie dem südwestlichen Pazifik ab. Das Maximum der Finsternis liegt in der Region Kimberley im australischen Bundesstaat Western Australia. Die Dauer der totalen Phase liegt dort bei 5 Minuten und 10 Sekunden, die Sonne steht 52,6° über dem Horizont.
Die Sonnenfinsternis gehört zum Saroszyklus 146 und ist die Nachfolgerin der Sonnenfinsternis vom 11. Juli 2010.

## Verlauf
Der Kernschatten erreicht die Erde zuerst im Indischen Ozean bei 75° 10,5' östlicher Länge und 18° 14,2' südlicher Breite um 1h 30m UT. Auf seinem Weg nach Osten trifft er nach 12 Minuten an den australischen Kokosinseln und weiteren 12 Minuten später an den Weihnachtsinseln auf Land. Der Schattenpfad erreicht erst kurz vor dem Maximum der Finsternis das australische Festland und führt zunächst über das Kimberleyplateau in Western Australia und danach in die Tanamiwüste im Northern Territory. Auf dem weiteren Weg nach Südosten durchquert er das Outback in den Bundesstaaten Queensland und New South Wales, dann die Blue Mountains und anschließend die Metropolregion Sydney. Die Überquerung der Tasmanischen See dauert ungefähr 15 Minuten, auf der Südinsel erreicht der Schatten zunächst Milford Sound und eine Minute später die Stadt Dunedin an der Ostküste. Hier steht die verfinsterte Sonne bereits nur noch 8° über dem Horizont und die partielle Phase ist nicht mehr vollständig zu beobachten, bevor die Sonne untergegangen ist. Südöstlich von Neuseeland überquert der Kernschatten kurz den offenen Pazifik und verlässt bei 179° 57' östlicher Länge und 50° 16' südlicher Breite um 4h 19m UT die Erde wieder.
Im Totalitätsstreifen liegen die Metropole Sydney und einige wenige Städte in Neuseeland und in Australien, ansonsten aber keine größeren urbanen Zentren. Der größte Teil auf dem australischen Festland führt durch sehr dünn besiedelte und schlecht erschlossene Gebiete.

## Orte in der Totalitätszone
| Land       | Ort                               | Dauer  | Uhrzeit (UT) | Bemerkung                                       |
| ---------- | --------------------------------- | ------ | ------------ | ----------------------------------------------- |
| Australien | Kokosinseln                       | 3m 30s | 1h 43m       | erster Kontakt mit Land                         |
| Australien | Weihnachtsinsel                   | 3m 59s | 1h 56m       |                                                 |
| Australien | Durack, West Australien           | 5m 5s  | 3h 19m       |                                                 |
| Australien | Tennant Creek, Northern Territory | 3m 24s | 3h 19m       |                                                 |
| Australien | Bedourie, Queensland              | 4m 30s | 3h 36m       |                                                 |
| Australien | Eulo, Queensland                  | 2m 11s | 3h 50m       | am nördlichen Rand der Totalitätszone           |
| Australien | Bourke, New South Wales           | 4m 6s  | 3h 52m       |                                                 |
| Australien | Dubbo, New South Wales            | 3m 53s | 3h 57m       |                                                 |
| Australien | Sydney, New South Wales           | 3m 49s | 4h 1m        |                                                 |
| Australien | Wollongong, New South Wales       | 2m 52s | 4h 01m       | am südlichen Rand der Totalitätszone            |
| Neuseeland | Milford Sound                     | 2m 56s | 4h 16m       |                                                 |
| Neuseeland | Queenstown                        | 2m 55s | 4h 16m       |                                                 |
| Neuseeland | Dunedin                           | 2m 51s | 4h 17m       | Partielle Phase nicht mehr vollständig sichtbar |